# Can Coromina (Montagut i Oix)
Can Coromina és una masia de Montagut i Oix (Garrotxa) inclosa a l'Inventari del Patrimoni Arquitectònic de Catalunya.

## Descripció
Can Coromina és una gran casa pairal situada a poca distància del poble de Montagut. És de planta rectangular i té un ampli teulat a dues aigües amb els vessants vers les façanes principals. Als baixos hi ha unes petites obertures de ventilació i a l'interior trobem una escala de pedra per la qual s'accedeix a la planta d'habitatge que s'organitza a partir de la sala de convit, on trobem les portes que duen cap a la cuina i les cambres. A la part superior n'hi ha unes golfes de reduïdes dimensions.
Del costat de llevant cal destacar la presència d'una eixida descoberta sostinguda per quatre grans arcades de mig punt fetes de pedra poc treballada. Vàries cabanes i pallisses senzilles envolten l'edifici.

## Història
Possiblement Can Coromines fou bastit o ampliat durant el segle xviii, coincidint amb una època de bonança per al camp català. Durant la centúria següent, ben segur, s'amplià el mas pel costat de migdia.